# 丛林镇
丛林镇，是中华人民共和国重庆市綦江区下辖的一个乡镇级行政单位。

## 行政区划
丛林镇下辖以下地区：
红岩社区、九一一社区、五十公里社区、绿水村、红岩村、新建村、白龙湖村、永胜村和海孔村。